# Kate Bell
Kate Bell (ur. 12 listopada 1983 w Armidale w Australii) – australijska aktorka.

## Kariera
Wykształcenie odebrała w New England School Girls w Armidale. W 2001 uczęszczała do University of Wollongong, a następnie studiowała filmową produkcję i teatr w Bachelor of Creative Arts. W latach 2002–2004 studiowała także taniec i operę.
Największa rola aktorki to postać Bec Sanderson z serialu telewizyjnego Na wysokiej fali. Specjalnie do roli Bec Sanderson, Bell nauczyła się surfingu.

## Na wysokiej fali– Bec Sanderson
W Na wysokiej fali, Kate gra Bec, skromną, spokojną i opanowaną dziewczynę, która surfuje (podobnie jak jej brat Joe). Dziewczyna podkochuje się w Edge, który odwzajemnia jej uczucia.

## Filmografia
- Na wysokiej fali (Blue Water High), jako Bec Sanderson (2005–2008)
- Stupid, Stupid Man, jako Melinda (2006)
- Makbet (Macbeth), jako druga czarownica (2006)
- The Chaser's War on Everything (2006)
- Proszę czekać (Hold Please), jako gość na party (2006)
- Scorched, jako Cassie Hoffman (2008)
- Zatoka serc (Home and Away), jako Joey Collins (2009)
- Dead Boring, jako Jessica (2009)
- The Cut, jako Rhonda Hutley (2009)
- W jej skórze (In Her Skin), jako Rachel Barber (2009)
- Street Angel, jako Jesse (2009)
- Sąsiedzi (Neighbours), jako Naomi Lord (2010)
- Pacyfik (The Pacific), jako Mary Houston Phillips (2010)
- Summer Coda, jako Sarah (2010)
- Brad in a Bottle, jako Rachel (2011)
- Gonitwa (The Cup), jako Claire (2011)